# Eva Calvo (actriz)
Eva Calvo (Saltillo, Coahuila, México 29 de noviembre de 1921 - Ciudad de México 7 de diciembre de 2001) fue una actriz mexicana de cine y televisión, perteneciente a la Época de oro del cine mexicano.

## Carrera
Comenzó su carrera artística en 1944 en la película El amor de los amores con Miguel Arenas y Eduardo Arozamena.
En 1950 forma parte del elenco de la cinta Si fuera una cualquiera, donde compartió créditos con Meche Barba y Fernando Fernández.
En 1955 participa en un clásico de la época de oro del cine mexicano, la película Ensayo de un crimen; donde interpretó a la madre de Archibaldo de la Cruz con Ernesto Alonso, Miroslava Stern, Rita Macedo y Ariadne Welter.
Fue pionera de la televisión mexicana participando en las primeras telenovelas de Telesistema Mexicano hoy Televisa; manteniéndose activa desde 1961 a 2001.
En sus últimos años se dedicó exclusivamente a la televisión participando en telenovelas durante los años 80 y 90.
En 1988 interpreta a Leonor en El pecado de Oyuki.
En 1989 forma parte del elenco de Simplemente María a lado de Victoria Ruffo.
En 1996 realiza una participación especial en la telenovela infantil Luz Clarita, donde interpretó el personaje de la "madrina Cata" con Daniela Luján.
Sus últimas actuaciones las realizó en 2001 en la telenovela Carita de ángel y en un episodio del unitario Mujer, casos de la vida real.

## Filmografía

### Telenovelas
- Carita de ángel (2001) .... Señora Gatinea
- Mujeres engañadas (2000) .... Señora de Duarte
- Rosalinda (1999) .... Úrsula Valdez
- Luz Clarita (1996-1997) .... Cata
- María, la del barrio (1995-1996) .... Remedios viuda de Ordóñez
- Volver a empezar (1994) .... Tía de Santiago Ugalde
- María Mercedes (1992) .... Virginia
- Tenías que ser tu (1992)
- Muchachitas (1991)
- En carne propia (1990)
- Simplemente María (1989) .... Amelia Alvear
- El extraño retorno de Diana Salazar (1988) .... Enfermera de Irene
- El pecado de Oyuki (1988) .... Leonor
- Mundo de juguete (1974-1977)
- Hermanos Coraje (1972)
- El diario de una señorita decente (1969) .... Virginia
- En busca del paraíso (1968)
- Dicha robada (1967)
- Marina Lavalle (1965)
- Apasionada (1964)
- Vidas cruzadas (1963)
- Vida robada (1961)

### Series de televisión
- Mujer, casos de la vida real (2001)
- Papá soltero (1994)

### Películas
- María de mi corazón (1979) .... Enfermera rubia
- Cananea (1978) .... Accionista norteamericana
- El patrullero 777 (1978) .... Suegra de hombre suicida
- México, México, ra ra ra (1976)
- Mamá Dolores (1971) .... Mamá de Luis
- La chamuscada (Tierra y libertad) (1971)
- Cuando los hijos se van (1969)
- El caudillo (1968) .... Socorrito
- Cruces sobre el yermo (1967) .... Doña Petra
- Llanto por Juan Indio (1965)
- Los sheriffs de la frontera (1965)
- Días de otoño (1963) .... Clienta de la pastelería[3]
- Quinceañera (1960) .... Adriana
- Isla para dos (1959) .... Graciela[4]
- El cariñoso (1959) .... Novia de Raul
- Ansias de matar (1955) .... Carla Arlota
- Ensayo de un crimen (1955) .... Señora de la Cruz (madre de Archibaldo)[5]
- A los cuatro vientos (1955) .... Amante de Pablo
- La alegre casada (1952)
- Una mujer sin amor (1952)
- Las locuras de Tin-Tan (1952) .... Martha[6]
- Manos de seda (1951) .... Estela del Castillo
- La vida en broma (1950)
- Una mujer sin destino (1950) .... Enfermera[7]
- Si fuera una cualquiera (1950)
- El pecado de quererte (1950) .... Aída
- Hipólito, el de Santa (1950)
- Dinero maldito (1949)
- Otoño y primavera (1949)
- Barrio de pasiones (1948)
- La carne manda (1948)
- Una extraña mujer (1947)
- Esperanza (1946)
- La viuda celosa (1946)
- El hijo de nadie (1946) .... Martita
- Una gitana en México (1945)[8]
- El amor de los amores (1944)